# محوطه باخه نام (۱)
محوطه باخه نام (۱) مربوط به دوران‌های تاریخی پس از اسلام است و در شهرستان ایلام، بخش مرکزی، روستای چالسرا واقع شده و این اثر در تاریخ ۹ اردیبهشت ۱۳۸۲ با شمارهٔ ثبت ۸۴۴۱ به‌عنوان یکی از آثار ملی ایران به ثبت رسیده است.